# Astley Paston Cooper
Pour les articles homonymes, voir Cooper.
Ne doit pas être confondu avec Ashley Cooper, le nom de famille des comtes de Shaftesbury.
Astley Paston Cooper (Brooke, 23 août 1768 - Londres, 12 février 1841) est un chirurgien et anatomiste britannique.

## Biographie
Correspondant de l'Institut de France, chirurgien de l'hôpital Guy à Londres, enseignant à l'hôpital Saint-Thomas, il était le chirurgien ordinaire de George IV, de Guillaume IV et de la reine Victoria. 
Il avait une telle clientèle et ses opérations étaient si onéreuses qu'à sa mort il laissa une formidable fortune. 
Cooper est le premier qui pratiqua la ligature de l'artère carotide et tenta sans succès celle de l'aorte. 
Il laisse de nombreux écrits dont les plus importants traitent des hernies congénitales (1804), des hernies crurales et ombilicales (1807), des fractures et des luxations (1824). 
Ses Leçons de chirurgie pratique ont été traduites en français en 1825 ainsi que son Traité des maladies des mamelles (1829). Enfin, l’ensemble de ses écrits a été réuni et traduit en 1835 par Chassaignac et Richelot. Il y a été relevé 560 observations inédites. 